# Love & Rockets Vol. 1: The Transformation
Love & Rockets Vol. 1: The Transformation è un album collaborativo tra il rapper statunitense Murs e il produttore hip hop connazionale Ski Beatz, pubblicato nel 2011 dall'etichetta di Damon Dash, la DD172 e dalla Bluroc Records, affiliata alla Roc-A-Fella Records.
Sul sito Metacritic ottiene un punteggio di 72/100.
| Recensione       | Giudizio   |
| ---------------- | ---------- |
| AllMusic         | [ 1 ]      |
| PopMatters       | [ 3 ]      |
| Robert Christgau | **         |
| HipHopDX         | [ 5 ]      |
| XXL              | favorevole |

## Tracce
1. Epic Salutations – 3:12
2. Remember 2 Forget – 3:55
3. 67 Cutlass – 3:24
4. Eazy-E – 5:01
5. Hip Hop & Love (featuring Tabi Bonney) – 3:02
6. International – 4:04
7. S-K-I-B-E-A-T-Z (featuring Locksmith) – 3:12
8. Westside Love – 4:01
9. Life & Time (featuring O.C. & Ab-Soul) – 3:02 (testo: Ab-Soul)
10. Reach Hire – 3:13
11. Dream On (featuring Dee-1) – 3:50 (testo: D. Augustine)
12. 316 Ways – 4:07
13. Animal Style – 4:47

## Classifiche
| Classifica (2011)         | Posizione massima |
| ------------------------- | ----------------- |
| US Independent Albums     | 41                |
| US Top Rap Albums         | 19                |
| US Top R&B/Hip-Hop Albums | 29                |